# Fernando Ricksen
Fernando Ricksen, född 27 juli 1976 i Heerlen i Nederländerna, död 18 september 2019 i Airdrie i Skottland, var en nederländsk fotbollsspelare som spelat mest som försvarare men också ibland mittfältare. Ricksen representerade Nederländerna från 2000 till 2003 i 12 landskamper. Ricksen offentliggjorde den 30 oktober 2013 att han var drabbad av nervsjukdomen ALS.

## Klubbkarriär

### Tidig karriär
Ricksen kom först till holländska Roda, där han gick med i klubbens ungdomsakademi. Efter att inte fått tillräckligt med speltid, bestämde sig den 16-årige Ricksen 1993 att fly åt söder, där han tog kontakt med Fortuna Sittard i staden Sittard, som genast köptes upp honom. Klubben slutade på en sextonde plats, vilket innebar kvalspel om de två sista platserna i Eredivisie. Fortuna Sittard misslyckades och relegerades till Eerste Divisie följande säsong. Ricksen hann göra 5 mål på 94 proffsmatcher, innan han anslöt sig till AZ Alkmaar för en summa på 750 000 pund.

### Rangers
I AZ stod Ricksen för 12 mål på 92 proffsmatcher, innan han köptes av skotska Rangers juli 2000, då under tränaren Dick Advocaat. Övergångssumman var ungefär 3,6 miljoner pund. Ricksen fick en jobbig debut den 27 augusti 2000, då han byttes ut i den tjugoandre minuten för turkiske Tugay Kerimoğlu. Rangers besegrades till slut med 6–2 på bortaplan mot rivalerna Celtic. Det var under Advocaats avgång under säsongen 2001–02 som Ricksen började imponera, då han, under nya och skotske tränaren Alex McLeish, hjälpte sitt Rangers att försvara Scottish League Cup och Scottish Cup. 
Ricksen var en nyckelspelare för Rangers under säsongen 2002–03, då man vann "trippeln", bestående av Scottish Premier League, Scottish Cup och Scottish League Cup. Ricksen gjorde den säsongen 3 mål på 46 proffsmatcher, den mest betydande mot Hearts på Tynecastle Stadium.
Säsongen 2003–04 blev däremot en svår säsong för Rangers, då svåra skador drabbade Rangers kända spelare som Barry Ferguson och italienaren Lorenzo Amoruso. Ricksen, däremot, visade än en gång vad han kunde, trots stora skadebekymmer för honom under säsongen.
Ricksen fanns med i startelvan under säsongen 2004–05 i nästan varje match. Han gjorde totalt 9 gjorda mål på 51 matcher, då Rangers vann Scottish Premier League och Scottish Cup, efter att den sista spelveckan varit dramatisk. Vid ett tillfälle blev Ricksen även utnämnd till lagkapten den säsongen, efter en skada på Rangers målvakt, Stefan Klos. Ricksen tilldelades "Årets spelare" av Rangers samt "Årets spelare i Skottland" för sina insatser. Ricksen blev erbjuden ett nytt kontrakt 2005, men förnekade och talade ut att han gärna ville fortsätta sin karriär antingen i Italien eller Spanien efteråt.
Ricksen var även aktiv under säsongen 2005–06, men fick mindre speltid. Rangers slutade ändå på en första plats och vann Scottish Premier League, vilket gjorde att klubben säkrade en direktkvalificering i Champions League. I Champions League, däremot, lämnades Ricksen ur de båda matcherna i sextondelsfinalen mot Villarreal, efter att den unge Alan Hutton imponerat klubben mer.
McLeish sparkades 2006, vilket såg fransmannen Paul Le Guen ta över klubben säsongen 2006–07. För Ricksen blev det oklart om han fortfarande skulle ses som en medlem i klubben. Det beslutet fattades när Ricksen hamnade i en incident med en flygvärdinna när Rangers var på väg till klubbens mellansäsongsläger, vilket såg Ricksen bli hemskickad av Le Guen. Le Guen beskrev senare incidenten som "olämpligt och oacceptabelt på det sätt jag har bett mina spelare att agera".

### Zenit St. Petersburg
Ricksen lånades ut samma år till ryska Zenit St. Petersburg på ett ett-års lån av förre Rangers-tränaren Dick Advocaat. Ricksen återvände två veckor senare med Zenit till Ibrox Stadium mot Rangers. I matchen fick Ricksen ta emot en del buande från Ranger-fansen, efter en hård tackling på skotske spelaren Chris Burke. Zenit meddelade den 28 november 2008 att man hade köpt Ricksen från Rangers för en summa på ungefär 1,11 miljoner pund. I januari 2009 flyttades Ricksen till klubbens reservlag, efter att tidigare sagt att han vägrat lämna klubben. Med Zenit har Ricksen nu vunnit Ryska Premier League säsongen 2007 och UEFA-cupen säsongen 2007–08.

## Internationell karriär
Ricksen gjorde sin debut för Nederländerna den 15 november 2000 i en vänskapsmatch borta mot Spanien. Matchen slutade 2–1 till Nederländerna efter mål från Jimmy Floyd Hasselbaink och Frank de Boer.

## Meriter
Fortuna Sittard
- Eerste Divisie: 1995, 1998

Rangers
- Scottish Premier League: 2003, 2005
- Scottish Cup: 2002, 2003
- Skotska ligacupen: 2002, 2003

Zenit St. Petersburg
- Ryska Premier League: 2007
- Ryska supercupen: 2008
- UEFA-cupen: 2008